# Islatj
Islatj (vitryska: Іслач, ryska: Isloch’) är ett vattendrag i Belarus. Det ligger i den nordvästra delen av landet, 90 km väster om huvudstaden Minsk.
I omgivningarna runt Islatj växer i huvudsak blandskog. Runt Islatj är det ganska glesbefolkat, med 23 invånare per kvadratkilometer.